# Ішме-Даган II
Ішме-Даган II — цар Ашшура, який правив у першій половині XVI століття до н. е.